# Secret, voice of my heart
「Secret, voice of my heart」（シークレット・ヴォイス・オブ・マイ・ハート）は、倉木麻衣の配信限定シングル。

## 概要
シングルとしては2021年リリースの「ひとりじゃない」より、約1年2ヶ月振りとなる。
本作は『名探偵コナン』のスピンオフ作品に当たるテレビアニメ『名探偵コナン 犯人の犯沢さん』のエンディング・テーマとしてのタイアップが付いており、タイトルが倉木にとって初の『名探偵コナン』のタイアップとなった「Secret of my heart」と酷似している事が話題になった。
倉木は本作について『犯人の犯沢さん』の公式サイトにて、以下のように語っている。
この度、「犯人の犯沢さん」の主題歌を担当することになりました。(わくわくドキドキ。)犯沢さんの"せつない心の声"をキーワードに、世界観に少しでも寄り添えるように制作していきました。(一生懸命作りました。どうか、気に入ってもらえますように..)楽曲的には、和テイスト+懐メロ歌謡曲なエモい一曲となっています!!(ジャケット写真は、ヤバめな倉木に!?お楽しみに。)ぜひぜひ、アニメと共に楽しんで聴いていただけたら幸いです。(少年サンデー&単行本も、どんどん楽しんでね♪)—倉木麻衣

## 制作背景
前述通り、本作はテレビアニメ『名探偵コナン 犯人の犯沢さん』のエンディング主題歌となっている。
本作のタイトルについて倉木は主人公の犯沢さんの世界観が"心の声"である事から、ストレートに「Secret, voice of my heart」と言うタイトルを付けたのだと言う。また、「Secret of my heart」と似たタイトルとなっていることに関しては「自由に感じていただけたら幸いです。」とも語っている。
本作のジャケット写真は倉木がデニムの上着をまといつつ、顔半分を隠したようなアートワークとなっているが、当初、犯沢さんにちなんだ黒づくめにして意味深な雰囲気で撮影したものもあったが、最終的にデニムをまとうアートワークに決定したと言い、顔半分を隠すことで敢えて全てを見せないと言うタイトルにちなんだものに仕上げたと言う。
本作のオファーを受けた際、「和のテイストを取り入れた楽曲をお願いしたい」と依頼されたことを受け、「和と洋のテイストを織り交ぜた楽曲にすれば面白いかも」と言う発想から、本作を制作していったのだと言い、切ない雰囲気を表現するのに、琴の音を取り入れるなどの哀愁溢れるアレンジを加えて奥行きのあるサウンドに仕上げたのだと言う。
作詞については、主人公の犯沢さんの切ない"心の声"をテーマとして、葛藤や期待、叶えたい思いや、揺れる切ない恋愛の心情を描いた形となっており、倉木はその気持ちや心情をどんな言葉にしていこうか試行錯誤しつつ、何度も楽曲を聴きながら詞を綴っていったと言い、この辺りについて倉木は「メロディーから言葉を導いてくれた部分が多いので、今回、サウンドと歌詞とよくマッチして作れたんじゃないかなぁと思います。」と語っている。
曲の終わりはフェードアウトさせる形を取っているが、これは聴く人それぞれに聴いた後に自由に感じて聴いて貰えるようにするため、敢えてフェードアウトさせているのだと言う。

## 収録曲
1. Secret, voice of my heart (4:35)
作詞：倉木麻衣 / 作曲：本田光史郎 / 編曲：徳永暁人
テレビアニメ『名探偵コナン 犯人の犯沢さん』エンディング・テーマ